# طرغول هندي
طرغول هندي (الاسم العلمي: Tragulus meminna) (بالإنجليزية: Indian spotted chevrotain)‏ هو نوع من الحيوانات يتبع جنس الطرغول من الفصيلة الطرغولية.